# سیمین‌ماهی نیوزیلندی
سیمین‌ماهی نیوزیلندی (نام علمی: Retropinna retropinna) نام یک گونه از سرده سیمین‌ماهی‌های جنوبی است.